# EarthWays Center
EarthWays Center is een organisatie van de Missouri Botanical Garden in Saint Louis (Missouri). Deze organisatie richt zich op het promoten van duurzame ontwikkeling. 
Tot 2010 was de organisatie gevestigd op een aparte locatie in de stad: een Victoriaans gebouw uit 1885 aan 3617 Grandel Square. Dit gebouw was in 2001 aangekocht door de Missouri Botanical Garden. 
Sinds 2010 bevindt het EarthWays Center zich op het terrein van de Missouri Botanical Garden. De organisatie wil het milieubewustzijn bij mensen vergroten. Hiervoor worden presentaties gehouden over onderwerpen als recycling, schone energie, energiebesparing, luchtkwaliteit en duurzaam bouwen. 
Daarnaast geeft het EarthWays Center presentaties op colleges en universiteiten. 